# Osvaldo Scrivani
Osvaldo Scrivani (Mosciano Sant'Angelo, 31 marzo 1946) è un politico italiano.
È stato consigliere provinciale e presidente della Provincia di Teramo (1991-1994), senatore della XII legislatura (1994-1996) e deputato della XIII legislatura (1996-2001) per il Partito Democratico della Sinistra (poi Democratici di Sinistra).